# باربی و قصر الماس
باربی و قصر الماس (به انگلیسی: Barbie & the Diamond Castle) فیلم پویانمایی موزیکال محصول سال ۲۰۰۸ به‌کارگردانی جینو نیچل و تهیه‌کنندگی متل اینترتینمنت و مین‌فریم اینترتینمنت می‌باشد که در ۷ سپتامبر سال ۲۰۰۸ بر روی نیکلودئون به‌نمایش در آمد و بعدها در ۹ سپتامبر سال ۲۰۰۸ بر روی دی‌وی‌دی منتشر گردید.